# Josef Krämer (Politiker, 1901)
Josef Krämer (* 11. Oktober 1901 in Reilingen; † 2. November 1991 in Mosbach) war ein deutscher Theologe und Politiker (CDU). Sein Engagement für den sozialen Wohnungsbau in Mosbach, wo er ab 1946 die Pfarrstelle an St. Cäcilia versah, brachte ihm den Beinamen „Baudekan“ ein.

## Leben
Josef Krämer wurde als Sohn eines Landwirtes geboren. Er besuchte bis 1914 die Volksschule in Reilingen, danach die katholische Heimschule Lender in Sasbach. Von 1918 bis 1922 besuchte er das Humanistische Gymnasium in Rastatt, danach studierte er Katholischen Theologie an der Albert-Ludwigs-Universität Freiburg, während dessen er 1923 der katholischen Studentenverbindung Unitas Rheno-Danubia beitrat. In der Zeit der Inflation zählte er zu den Gründern der studentischen Selbsthilfe und wirkte beim Caritasverband in Freiburg im Breisgau. Am 19. März 1927 erhielt er von Erzbischof Karl Fritz die Priesterweihe. Er war unter anderem als Vikar in Oberkirch und Heidelberg tätig, wirkte als Vikar und Pfarrverweser in verschiedenen Gemeinden des Baulandes (u. a. in Schlierstadt) und wurde 1941 Pfarrer in Oeffingen.
Nach dem Zweiten Weltkrieg bewarb er sich um eine Pfarrstelle in Mosbach, da er nach der Zeit im württembergischen Oeffingen wieder in Baden leben wollte. Ab 1946 war er Stadtpfarrer an St. Cäcilia in Mosbach, wo er bald zum Dekan ernannt wurde. Durch den Zustrom vieler Heimatvertriebener herrschte in Mosbach nach dem Zweiten Weltkrieg große Wohnungsnot, so dass sich Krämer nicht allein auf seine kirchlichen Verpflichtungen und den Religionsunterricht an Schulen beschränkte, sondern vor allem die Schaffung von Wohnraum als eine seiner dringlichsten Aufgaben sah. 1947 gründete er mit rund 100 Familien die Baugenossenschaft Neue Heimat für den Landkreis Mosbach. Bis zum Oktober 1949 hatte die Baugenossenschaft die ersten 88 Siedlungshäuser auf der Marienhöhe errichtet.
In der Nachkriegszeit der CDU beigetreten, gehörte er für diese von 1952 bis 1953 der Verfassunggebenden Landesversammlung und von 1953 bis 1960 dem Landtag von Baden-Württemberg an. Dort setzte er sich in verschiedenen Ausschüssen und im Plenum für den Neubau einer sittlichen Grundordnung in Baden-Württemberg ein und galt als flammender Redner, der seine Stimme insbesondere für soziale Belange und christliche Werte erhob. Außerdem nutzte er seine Beziehungen als Abgeordneter zur Beschaffung von Landesmitteln für den sozialen Wohnungsbau und die Gewerbeförderung in Mosbach. Im Bauausschuss hat er sich außerdem für Bezuschussung von Bauvorhaben in den Landkreisen Buchen, Mosbach, Sinsheim und Tauberbischofsheim eingesetzt. Zum Ende seiner Abgeordnetenzeit wurde er vom damaligen baden-württembergischen Ministerpräsidenten Kurt Georg Kiesinger mit dem Großen Verdienstkreuz des Verdienstordens der Bundesrepublik Deutschland ausgezeichnet.
Bis Ende 1954 hatte er mit der Neuen Heimat insgesamt 887 Wohnungen fertiggestellt. Unter Bürgermeister Werner Tarun nahmen die städtischen Wohnungsbauvorhaben in Mosbach ab 1954 nochmals deutlich zu. Größtes Bauvorhaben war die Erschließung der Mosbacher Waldstadt, wo allein die Baugenossenschaft 628 Wohnungen errichtete. Für die Kirchengemeinde trieb Krämer außerdem den Bau der Kirche St. Josef voran. Krämer gab aus gesundheitlichen Gründen die Pfarrstelle an St. Cäcilia 1967 auf, blieb aber bis 1972 erster Vorstandsvorsitzender der Baugenossenschaft, die bis dahin insgesamt 3.160 Wohnungen, in der Mehrzahl Eigenheime, erstellt hatte. Zu den weiteren Bauvorhaben Krämers zählt die Errichtung von drei Kirchen, einer Krankenhauskapelle, vier Kindergärten und drei Gemeindezentren. Die große Zahl seiner Bauvorhaben brachte ihm den Beinamen „Baudekan“ ein. Seinen eigenen Grund- und Gebäudebesitz im Lohrtalweg hat er 1972 dem Caritasverband des Kreises Mosbach überschrieben.
Obwohl er 1967 aus gesundheitlichen Gründen den aktiven Pfarrdienst aufgab, wirkte er weiter in der Altenseelsorge und in der Dekanatsseelsorge, wo er ein Unterhaltungsprogramm und eine Altengymnastikgruppe gründete. Letztmals in der Öffentlichkeit trat er 1985 zum 50. Pfarrjubiläum von St. Cäcilia auf, danach verließ er wegen seines schlechter werdenden Gesundheitszustands seine Wohnung nur noch selten. Er verstarb am 2. November 1991.

## Ehrungen
- 1952: Geistlicher Rat der Kirchenbehörde von Freiburg
- 1960: Großes Verdienstkreuz des Verdienstordens der Bundesrepublik Deutschland
- 1964: Ehrendekan der Kirchenbehörde Freiburg
- 1971: Ehrenzeichen in Gold des Deutschen Caritasverbands
- 1972: Ehrenbürger der Stadt Mosbach

In Mosbach ist außerdem der Dekan-Krämer-Weg nach ihm benannt.